# Terrorizer
Terrorizer is een grindcoreband die werd opgericht in 1986 te Los Angeles, Californië, Verenigde Staten. Terrorizer wordt beschouwd als invloedrijke band in het grindcoregenre.

## Geschiedenis
Het debuutalbum World Downfall (1989), opgenomen in slechts acht uur tijd, is een klassieker in het grindcoregenre en vertoont overeenkomsten met het crustcoregenre en het deathmetalgenre. Het album is invloedrijk gebleken en heeft de tand des tijds doorstaan. Wegens de populariteit van de groep zijn er vele bootlegs op vinyl en cd verschenen met obscuur demomateriaal.
Nadat de band in 1989 uit elkaar was gegaan, vergaarden de leden Dave Vincent en Pete Sandoval faam in de satanische deathmetalgroep Morbid Angel, Jesse Pintado trad toe tot Napalm Death en zanger Oscar Garcia bleef trouw aan zijn andere band, de grindcore-crustcoregroep Nausea.

### Heroprichting
In 2005 verliet gitarist Pintado de groep Napalm Death. Aanvankelijk deed de officieuze mededeling de ronde dat de gitarist door onder andere overmatig drankgebruik uit de band was gezet, doch later was de officiële verklaring dat Pintado de groep vrijwillig had verlaten. Pintado riep Terrorizer samen met Sandoval nieuw leven in. De oorspronkelijke bassist Vincent werd niet gevraagd en zanger Garcia zag geen mogelijkheid als vast bandlid toe te treden. Een en ander leidde tot indienstneming van zanger Anthony Rezhawk en bassist Tony Norman. Het viertal bracht in augustus 2006 het album Darker Days Ahead uit. Gitarist-oprichter Pintado overleed echter in dezelfde maand.
In 2012 bracht de band het album Hordes of Zombies uit.

## Bandleden

### Huidige bezetting
- Anthony Rezhawk - zang
- Tony Norman - basgitaar
- Pete Sandoval - drums

### Voormalige bandleden
- Oscar Garcia - zang
- Jesse Pintado, † 2006 - gitaar
- David Vincent - basgitaar, zang

## Discografie
- World Downfall (1989)
- Darker Days Ahead (2006)
- Hordes Of Zombies (2012)
- Caustic Attack (2018)